# Alexej Žitnik
Oleksij Mykolajovyč Žytnyk (ukrajinsky Олексій Миколайович Житник, * 10. října 1972 v Kyjevě), v ruštině Alexej Nikolajevič Žitnik (Алексей Николаевич Житник), je bývalý ruský hokejový obránce ukrajinského původu, který odehrál 1085 utkání v NHL.

## Reprezentace
V mládežnických kategoriích reprezentoval Sovětský svaz. S týmem do 18 let získal stříbro na juniorském mistrovství Evropy 1990 ve Švédsku. Za výběr do 20 let absolvoval dvě juniorská mistrovství světa – 1991 v Kanadě (stříbro) a 1992 v Německu (zlato, turnaj dohrával tým pod hlavičkou Společenství nezávislých států).
Premiéru v sovětském národním týmu si odbyl v přátelském utkání 2. listopadu 1991 ve Frýdku-Místku proti domácímu Československu (4:2). Byl účastníkem Kanadského poháru 1991 (5. místo). Jako reprezentant SNS se stal olympijským vítězem na hrách v Albertville 1992.
Za samostatné Rusko hrál na třech mistrovství světa – 1992 v Československu (5. místo), 1996 v Rakousku (4. místo, nejlepší obránce, All star tým) a 2000 na domácí půdě (9. místo). Startoval také na Světovém poháru 1996 (semifinále). Na olympijském turnaji v Naganu 1998 získal stříbro. Naposledy reprezentoval v šesti utkáních Euro Hockey Tour 2008/2009.
Statistika na velkých mezinárodních turnajích
| 1990                      | SSSR 18                   | ME 18                     | 6  | 2 | 2 | 4 | 2  |
| 1991                      | SSSR 20                   | MS 20                     | 7  | 1 | 1 | 2 | 2  |
| 1991                      | SSSR                      | KP                        | 5  | 0 | 0 | 0 | 4  |
| 1992                      | SNS 20                    | MS 20                     | 7  | 1 | 1 | 2 | 2  |
| 1992                      | SNS                       | OH                        | 8  | 1 | 0 | 1 | 0  |
| 1992                      | Rusko                     | MS                        | 6  | 0 | 2 | 2 | 8  |
| 1996                      | Rusko                     | MS                        | 8  | 1 | 1 | 2 | 6  |
| 1996                      | Rusko                     | SP                        | 3  | 0 | 1 | 1 | 2  |
| 1998                      | Rusko                     | OH                        | 6  | 0 | 2 | 2 | 2  |
| 2000                      | Rusko                     | MS                        | 6  | 0 | 1 | 1 | 2  |
| Mistrovství světa 4×      | Mistrovství světa 4×      | Mistrovství světa 4×      | 26 | 2 | 4 | 6 | 22 |
| Olympijské hry 2×         | Olympijské hry 2×         | Olympijské hry 2×         | 14 | 1 | 2 | 3 | 2  |
| Kanadský/Světový pohár 2× | Kanadský/Světový pohár 2× | Kanadský/Světový pohár 2× | 8  | 0 | 1 | 1 | 10 |

## Kariéra
Žitnik je odchovancem klubu Sokol Kyjev. Za mateřský klub nastupoval v sovětské lize v letech 1989–1991. V roce 1991 přestoupil do HC CSKA Moskva, ovšem odehrál zde pouze jednu sezonu.
Od ročníku 1992/93 působil v NHL, konkrétně v Los Angeles Kings, kteří jej v roce 1991 draftovali. V únoru 1995 byl vyměněn do Buffalo Sabres. Za tento klub hrál až do roku 2004 a vysloužil si nominace do utkání hvězd NHL v letech 1999 a 2002. V ročníku 1998/99 došli Sabres do finále Stanleyova poháru. Ročník NHL 2004/05 se neodehrál kvůli stávce hráčů, Žitnik jej strávil v dresu Ak Bars Kazaň v ruské lize.
Po výluce podepsal smlouvu s New York Islanders. V průběhu sezony 2006/07 byl vyměněn do Philadelphia Flyers a ještě do konce ročníku se stěhoval do Atlanta Thrashers. Za Atlantu odehrál svou poslední sezonu v NHL 2007/08. Po ní jej Thrashers vyplatili kvůli nespokojenosti s výkony ze smlouvy.
V letech 2008–2010 hájil barvy moskevského Dynama v KHL.

## Statistika
- Debut v NHL (a zároveň první dvě asistence) – 6. října 1992 (Calgary Flames – LOS ANGELES KINGS)
- První gól v NHL – 15. října 1992 (LOS ANGELES KINGS – Calgary Flames)

| Sezona     | Klub                | Soutěž     | Základní část | Základní část | Základní část | Základní část | Základní část | Play off | Play off | Play off | Play off | Play off |
| Sezona     | Klub                | Soutěž     | Z             | G             | A             | B             | TM            | Z        | G        | A        | B        | TM       |
| ---------- | ------------------- | ---------- | ------------- | ------------- | ------------- | ------------- | ------------- | -------- | -------- | -------- | -------- | -------- |
| 1989/90    | Sokol Kyjev         | SSSR       | 32            | 3             | 4             | 7             | 16            | —        | —        | —        | —        | —        |
| 1990/91    | Sokol Kyjev         | SSSR       | 46            | 1             | 4             | 5             | 46            | —        | —        | —        | —        | —        |
|            | ShVSM Kyjev         | SSSR-3     | 1             | 0             | 0             | 0             | —             | —        | —        | —        | —        | —        |
| 1991/92    | CSKA Moskva         | SSSR/RUS   | 36            | 2             | 7             | 9             | 48            | —        | —        | —        | —        | —        |
| 1992/93    | Los Angeles Kings   | NHL        | 78            | 12            | 36            | 48            | 80            | 24       | 3        | 9        | 12       | 26       |
| 1993/94    | Los Angeles Kings   | NHL        | 81            | 12            | 40            | 52            | 101           | —        | —        | —        | —        | —        |
| 1994/95    | Los Angeles Kings   | NHL        | 11            | 2             | 5             | 7             | 27            | —        | —        | —        | —        | —        |
|            | Buffalo Sabres      | NHL        | 21            | 2             | 5             | 7             | 34            | 5        | 0        | 1        | 1        | 14       |
| 1995/96    | Buffalo Sabres      | NHL        | 80            | 6             | 30            | 36            | 58            | —        | —        | —        | —        | —        |
| 1996/97    | Buffalo Sabres      | NHL        | 80            | 7             | 28            | 35            | 95            | 12       | 1        | 0        | 1        | 16       |
| 1997/98    | Buffalo Sabres      | NHL        | 78            | 15            | 30            | 45            | 102           | 15       | 0        | 3        | 3        | 36       |
| 1998/99    | Buffalo Sabres      | NHL        | 81            | 7             | 26            | 33            | 96            | 21       | 4        | 11       | 15       | 22       |
| 1999/00    | Buffalo Sabres      | NHL        | 74            | 2             | 11            | 13            | 95            | 4        | 0        | 0        | 0        | 8        |
| 2000/01    | Buffalo Sabres      | NHL        | 78            | 8             | 29            | 37            | 75            | 13       | 1        | 6        | 7        | 12       |
| 2001/02    | Buffalo Sabres      | NHL        | 82            | 1             | 33            | 34            | 80            | —        | —        | —        | —        | —        |
| 2002/03    | Buffalo Sabres      | NHL        | 70            | 3             | 18            | 21            | 85            | —        | —        | —        | —        | —        |
| 2003/04    | Buffalo Sabres      | NHL        | 68            | 4             | 24            | 28            | 102           | —        | —        | —        | —        | —        |
| 2004/05    | Ak Bars Kazaň       | RUS        | 23            | 1             | 8             | 9             | 30            | 4        | 0        | 0        | 0        | 2        |
| 2005/06    | New York Islanders  | NHL        | 59            | 5             | 24            | 29            | 88            | —        | —        | —        | —        | —        |
| 2006/07    | New York Islanders  | NHL        | 30            | 2             | 9             | 11            | 40            | —        | —        | —        | —        | —        |
|            | Philadelphia Flyers | NHL        | 31            | 3             | 10            | 13            | 38            | —        | —        | —        | —        | —        |
|            | Atlanta Thrashers   | NHL        | 18            | 2             | 12            | 14            | 14            | 4        | 0        | 0        | 0        | 4        |
| 2007/08    | Atlanta Thrashers   | NHL        | 65            | 3             | 5             | 8             | 58            | —        | —        | —        | —        | —        |
| 2008/09    | Dynamo Moskva       | KHL        | 56            | 4             | 7             | 11            | 58            | 12       | 1        | 2        | 3        | 22       |
| 2009/10    | Dynamo Moskva       | KHL        | 56            | 0             | 7             | 7             | 60            | —        | —        | —        | —        | —        |
| Celkem NHL | Celkem NHL          | Celkem NHL | 1085          | 96            | 375           | 471           | 1268          | 98       | 9        | 30       | 39       | 168      |